# علی ابن اسباط
ابوالحسن علی بن اسباط بن سالم کوفی بیّاع الزطی کندی؛
از محدثان شیعه و اصحاب علی بن موسی الرضا و محمد تقی بود. از علی بن موسی الرضا و از راویانی چون جمیل بن دراج ، حسین بن زراره ومحمد بن سنان روایت کرد و افرادی مانند موسی بن جعفر بغدادی و محمد بن حسین بن ابی الخطاب از او روایت نمودند. علی ابن اسباط اهل کوفه ازقبیله کنده بوده است.

## زندگی و خانواده
علی بن اسباط محدث [لنگر شکسته]، قاری و مفسر شیعه بود. پدرش اسباط بن سالم از قبیله کنده و از راویان جعفر صادق و موسی الکاظم بود. برادرش حسین بن اسباط راوی علی بن موسی الرضا و عمویش یعقوب بن سالم الاحمر راوی موثق و ثقه بودند.
به گفته علمای رجال، علی بن اسباط نیز از اصحاب و محدثان محمد تقی بوده است. فقه و حدیث را نزد علی الرضا ومحمد تقی آموخت.او حدود ۳۸۷ روایت نقل کرده است.
احادیث ایشان از علی الرضا مربوط به مسائل مختلف فقهی از جمله یقین، خشوع، گناهان، خرید و فروش، صلوات استخاره، تفسیر برخی از آیات قرآن است.
علی بن اسباط از افرادی چون اسباط بن سالم  (پدرش) ، یعقوب بن سالم (عمویش) ، عبدالله بن بکیر ،ابن سنان خفاجی ،عبدالله بن مغیره ، حسن بن علی بن فضال ، علی بن ابی‌حمزه بطائنی و... حدیث نقل کرده وافراد زیادی چون حسین بن اسباط (برادرش) ،حسن بن موسی خشاب ، موسی بن قاسم بجلی ،عبدالعظیم حسنی و دیگران از او روایت نقل کرده‌اند.

## مذهب
ابن اسباط فطحی مذهب بود و دراینکه آیا از مذهب وعقیده خود برگشت یا خیر، دو نظر وجود دارد: برخی گفته‌اند که علی بن مهزیار رساله‌ای در ردّ مذهب وی نوشت و او را به حق دعوت کرد، ولی مؤثر نیفتاد بر همان عقیده از دنیا رفت.
برخی دیگر می‌گویند که بین او و علی بن مهزیار نامه‌هایی درباره مذهبش رد و بدل شد تا اینکه به خدمت جواد رفت و درآنجا وی از عقیده فطحی خود برگشت. که  این  مورد  قوی تر بوده  در منابع بیشتری آمده است.

## آثار
تالیـفات وی عبارت‌ اند از : تفسیرالقرآن ، الدلائل ، النوادر ،المزار جامع روایات واصل

## وفات
از زمان دقیق وفات علی بن اسباط اطلاعی دردست نیست ، ولی تا اواسط قرن سوم در قید حیات بوده است.
احتمالا  وی بعد از سال  ۲۳۰ ق از دنیا رفته است.